# Karl Adolf Fuss
Karl Adolf Fuss, magyaros névformában Fusz Károly Adolf (Nagyszeben, 1817. október 29. – Nagyszeben, 1874. július 1.) erdélyi szász evangélikus lelkész.

## Élete
Christian Fuss evangélikus lelkész fia volt. A gimnáziumot 1835-ben szülővárosában végezte; ezután Berlinben teológiát tanult, egyszersmind a gimnáziumi tanárságra is készült. Itt tanára, Karl Sigismund Kunth megkedveltette vele a természettudományt. Amikor 1837-ben hazájába visszatért, bátyja, Michael Fuss vezetése mellett, aki jeles botanikus volt, folytatta természetrajzi tanulmányait. 1846 decemberétől a nagyszebeni Brukenthal-könyvtárnál mint segédet alkalmazták, egyúttal az ottani evangélikus gimnáziumban a természettant és később, mint conrector (1865 végéig) a természetrajzot is tanította.
1849 májusában néhány barátjával együtt megalapította az erdélyi természettudományi társulatot, melynek előbb titkára, majd több évig elnöke volt. Különösen Erdély rovarfajainak összegyűjtésével foglalkozott, és e célból számos utazást tett Erdély különböző részében, és a külfölddel is összeköttetésbe lépett. 1866 elején Holcmányba választották meg papnak; azonban még azon év augusztus 26-án városi lelkész lett Nagyszebenben A bécsi zoológiai és botanikai, a stettini entomológiai, a regensburgi zoológiai, valamint a hallei természettudományi társulatok tagjaik sorába választották; 1850-től az erdélyi honismertető társulatnak is választmányi tagja volt.

## Főbb művei
- Die Käfer Siebenbürgens, in: Programm des Hermannstädter Gymnasiums (1857 és 1858)
- Die Schwimmkäfer, Dytiscidae, Siebenbürgens, in: Archiv des Vereins für siebenbürgische Landeskunde (1859)
- Die Tasterkäfer, Palpicornia, Siebenbürgens, in: Archiv des Vereins für siebenbürgische Landeskunde (1860)
- Die Knopfkäfer, Silphales, Siebenbürgens, in: Archiv des Vereins für siebenbürgische Landeskunde (1860)
- Verzeichniß der Käfer Siebenbürgens nebst Angabe ihrer Fundorte, in: Archiv des Vereins für siebenbürgische Landeskunde (Kronstadt 1869)

További természetrajzi cikkei a nagyszebeni Verhandlungen und Mittheilungen des siebenbürgischen Vereins für Naturwissenschaften-ben jelentek meg (1850–1876), az Archiv des Vereins für Siebenbürgische Landeskunde-ban jelentek meg.